# Rudolf Matz
Rudolf Matz (Zagreb, 19. rujna 1901. – Zagreb, 22. ožujka 1988.), hrvatski violončelist, skladatelj, dirigent, glazbeni pedagog. i atletičar.

## Životopis
Bio je jedan od najaktivnijih pokretača glazbenoga života u Zagrebu, ostvario je iznimno opsežan opus, posebno u područjima komorne glazbe, osnovao je i vodio više glazbenih društava, orkestara, ansambla (ZOKOR), zborova, a utemeljio je i udruženje glazbenih pedagoga Hrvatske i bio njegov predsjednik. U skladanju je kombinirao nacionalni smjer i impresionizam, a u kasnijem razdoblju djelomice i suvremene stilove. U mladosti je bio reprezentativac u atletici, član zagrebačkog HAŠK-a. Bio je višestruki državni prvak i rekorder na 100, 200 i 400 metara, te u štafeti 4 puta 100 metara.
Rudolf Matz bio je oženjen za Margitu Matz – hrvatsku čembalisticu i pijanisticu, inače prvu profesoricu glasovira hrvatske skladateljice Ivane Lang.
Posebno su važna njegova ostvarenja na području instruktivne literature, za glasovir, solfeggio i posebice violončelo, gdje se izdanjima posljednjega područja već niz godina koriste kao literaturom u cijelom svijetu.

## Izabrana djela
- Faun (1922.)
- Koncert za flautu i gudače (1963.)
- Mali koncert in modo antico za violončelo i gudače
- Sonata u e-molu za violončelo i klavir (1941.)
- Sonata br. 1 u d-molu za violončelo i klavir (1941.)
- Prvi gudački kvartet u f-molu (1924.)
- Klasični koncert u D-duru za violončelo i orkestar (1949.)[4]
- Gudački kvartet br. 3 u C-duru »Pastoralni« (1935.)

## Poznatija djela za glasovir
- Etida u h-molu
- Nocturne
- Gora u suncu - suita

## Zanimljivosti
- Grad Zagreb je u godini 2008. u spomen na skladatelja, dirigenta i pedagoga imenovao ulicu u naselju Sopnica – Jelkovec (Sesvete).
- Od 1970. – 1974. bio je dirigent zbora Zagrebački liječnici pjevači
- "Osnovna glazbena škola Rudolfa Matza" u Zagrebu nosi njegovo ime.
- Supružnici Matz oporučno su ostavili materijalna sredstva fondu "Rudolf i Margita Matz" kojim se pod upravom Hrvatskog društva skladatelja stipendiraju najbolji mladi hrvatski skladatelji

## Vanjske poveznice
- LZMK / Hrvatska enciklopedija: Matz, Rudolf
- LZMK / Proleksis enciklopedija: Matz, Rudolf
- Zagrebački liječnici pjevači
- ZAMP - Rudolf Matz (popis djela)
- Muzej Grada Zagreba: Zbirka Margite i Rudolfa Matza  Arhivirana inačica izvorne stranice od 8. svibnja 2013. (Wayback Machine)
- Muzej Grada Zagreba – Zrinka Jelčić: »Violončelo Rudolfa Matza«
- "Osnovna glazbena škola Rudolfa Matza"